# Paullina
Paullina is een plaats (city) in de Amerikaanse staat Iowa, en valt bestuurlijk gezien onder O'Brien County.

## Demografie
Bij de volkstelling in 2000 werd het aantal inwoners vastgesteld op 1124. In 2006 is het aantal inwoners door het United States Census Bureau geschat op 1027, een daling van 97 (-8,6%).

## Geografie
Volgens het United States Census Bureau beslaat de plaats een oppervlakte van 1,4 km², geheel bestaande uit land. Paullina ligt op ongeveer 430 m boven zeeniveau.

## Plaatsen in de nabije omgeving
De onderstaande figuur toont nabijgelegen plaatsen in een straal van 16 km rond Paullina.